# Licerius
Licerius, archevêque d'Arles ne doit pas être confondu avec Licerius, évêque de Beauvais, au IVe siècle.

Licerius (?-588) fut archevêque d'Arles (586-588).

## Biographie
Licerius est nommé sur le siège archiépiscopal d'Arles par le roi burgonde Gontran. Son épiscopat est trop court pour qu'il reçoive le vicariat et peu de choses nous sont connues de lui. On sait toutefois qu'il avait été, avant d'être consacré évêque, référendaire de Gontran. D'après la correspondance du pape Grégoire le Grand, il semble être particulièrement chargé de la gestion des domaines pontificaux en Provence. Il meurt de la peste dite de Justinien en 588.